# Aglaophyton major
Aglaophyton major va ser la primera generació esporòfita de plantes diplohaplòntiques, pre-vasculars, axials, amb espores lliures al principi del Devonià que tenien característiques anatòmiques intermèdies entre les molses briòfits i les plantes vasculars o traqueòfites.
A. major va ser descrit per Kidston i Lang el 1920 com una nova espècie Rhynia major. L'espècie es coneix només pel jaciment de Rhynie a Aberdeenshire, Escòcia, on crixia en fonts termals riques en silicats associada a plantes vasculars com Rhynia gwynne-vaughanii representativa dels antecedents de les plantes vasculars modernes i Asteroxylon mackei, antecedents de les molses Lycopsida

## Descripció

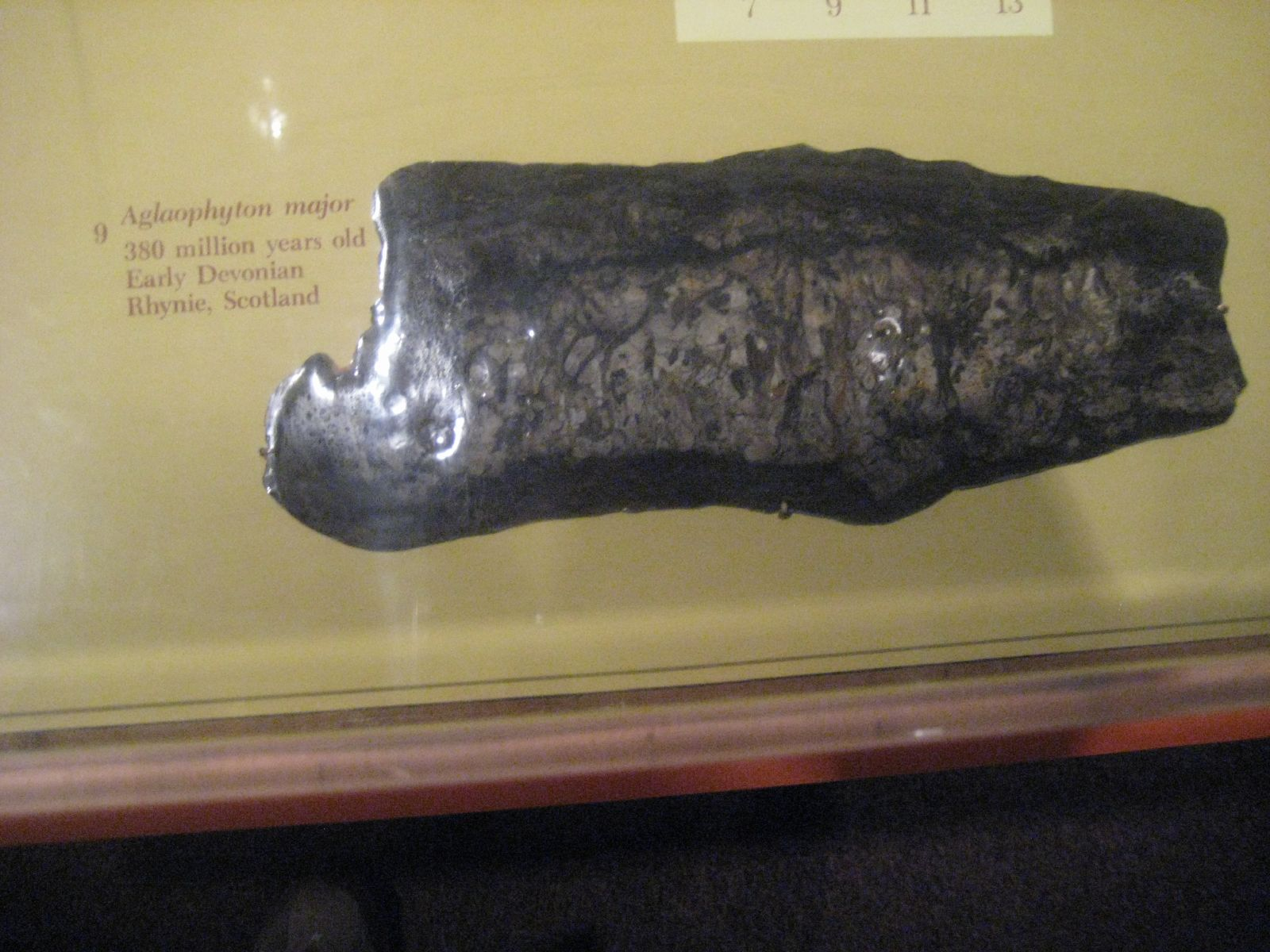
Aglaophyton major

Les tiges d'Aglaophyton eren de secció transversal arrodonida, suaus, sense espines i de 6mm de diàmetre. Kidston i Lang interpretaren que la planta crixia recta, fins a uns 50cm d'alçada, però Edwards va reinterpretar que estaven prostrades i baixes. Les espores sembla que eren meioespores, producte de divisió meiòtica i així la planta seria esporòfita diploide. Edwards va consideraar que no era una planta vascular i va canviar el nom a Aglaophyton major.
Aglaophyton és entre les primeres plantes que s'ha vist que tenien relació amb els fongs mycorrhizal,